# Sergei Martynov
Sergei Martynov (18 de maio de 1968) é um atirador olímpico bielorrusso, campeão olímpico.

## Carreira
Sergei Martynov representou a União Soviética e a Bielorrússia nas Olimpíadas, de 1988, 1996, 2000, 2004, 2008 e 2012, conquistou a medalha de ouro em 2012, no rifle 50 metros.